# 五ヶ谷宏司
五ヶ谷 宏司（ごかや こうじ、1988年2月22日 - ）は、日本の元陸上競技選手。専門は長距離走・マラソン。千葉県我孫子市出身。身長：161cm、体重：46kg。専修大学松戸高校、専修大学卒業。JR東日本ランニングチームに所属していた。

## 略歴
中学時代はサッカー部に所属。駅伝大会に助っ人として出場したことをきっかけに、専修大学松戸高校入学後、本格的に陸上を始める。
高校卒業後は専修大学に進学。当初は4年生で箱根駅伝に出場できればという考えだったが、当時専修大学のエースであった座間紅祢(専修大学→日清食品グループ)と寮で同室になったことで、座間から刺激を受け意識が変わり、結果として4年連続で箱根駅伝に出走することとなった。
大学卒業後は競技を継続するか迷ったが、当時JR東日本ランニングチームに所属していた藤原新と共に練習がしたいという理由から、JR東日本入社を決めた。(しかし、藤原新は五ヶ谷の入社と入れ替わりに、プロランナーになるためJR東日本を退社した。)
JR東日本では1年目からマラソン練習を始め、2011年3月のびわ湖毎日マラソンでマラソンデビュー。2時間12分07秒という記録でゴールし、新人賞を獲得。その後も積極的にマラソンに取り組み、2011年10月のシカゴマラソンでは日本人トップの7位入賞。2013年8月の北海道マラソンで優勝し初タイトル獲得。2015年2月の東京マラソンでは2時間09分21秒を記録し、自身初のサブテンを達成した。同年9月のベルリンマラソンで日本人トップの好成績を収めたのち、ニューバランスジャパンとアスリート契約を結んだ。
2020年3月31日を以て、JR東日本を退社。ジュニアランニングチームを運営する傍ら、専修大学陸上競技部にてコーチを務める。

## マラソン全成績
| 年     | 施行日   | 大会                       | 順位 | 記録          | 備考           |
| ------ | -------- | -------------------------- | ---- | ------------- | -------------- |
| 2011年 | 3月6日   | 第66回びわ湖毎日マラソン   | 10位 | 2時間12分07秒 | 初マラソン     |
| 2011年 | 10月9日  | 2011シカゴマラソン         | 7位  | 2時間12分15秒 | 日本人1位      |
| 2012年 | 2月26日  | 東京マラソン2012           | 26位 | 2時間16分09秒 |                |
| 2013年 | 8月25日  | 2013北海道マラソン         | 優勝 | 2時間14分26秒 | マラソン初優勝 |
| 2013年 | 12月1日  | 第67回福岡国際マラソン     | 25位 | 2時間23分00秒 |                |
| 2014年 | 10月26日 | フランクフルトマラソン2014 | 12位 | 2時間11分43秒 |                |
| 2015年 | 2月22日  | 東京マラソン2015           | 11位 | 2時間09分21秒 | 日本人3位      |
| 2015年 | 9月27日  | 第42回ベルリンマラソン     | 9位  | 2時間10分58秒 | 日本人1位      |
| 2016年 | 2月28日  | 東京マラソン2016           | 40位 | 2時間21分05秒 |                |
| 2016年 | 10月9日  | 2016シカゴマラソン         | 9位  | 2時間14分34秒 | 日本人2位      |
| 2017年 | 2月26日  | 東京マラソン2017           | 22位 | 2時間13分52秒 |                |
| 2017年 | 9月24日  | ベルリンマラソン2017       | 13位 | 2時間14分28秒 |                |
| 2018年 | 12月2日  | 第71回福岡国際マラソン     | 11位 | 2時間12分23秒 |                |